# Ksawery Pruszyński

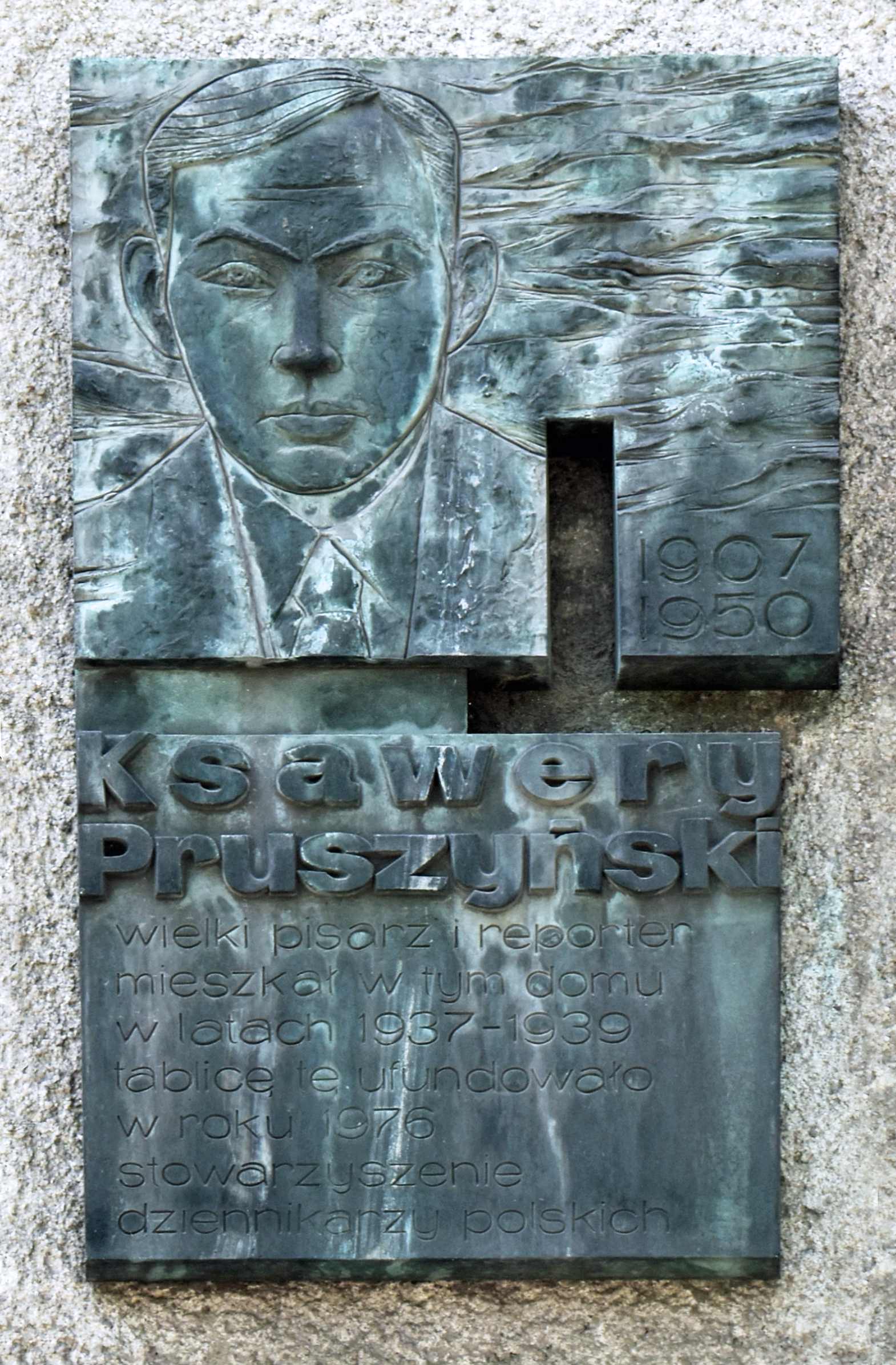
Kraków, pl. Na Groblach 3.
Kamienica w której K. Pruszyński mieszkał w latach 1937-1939. Tablica pamiątkowa.

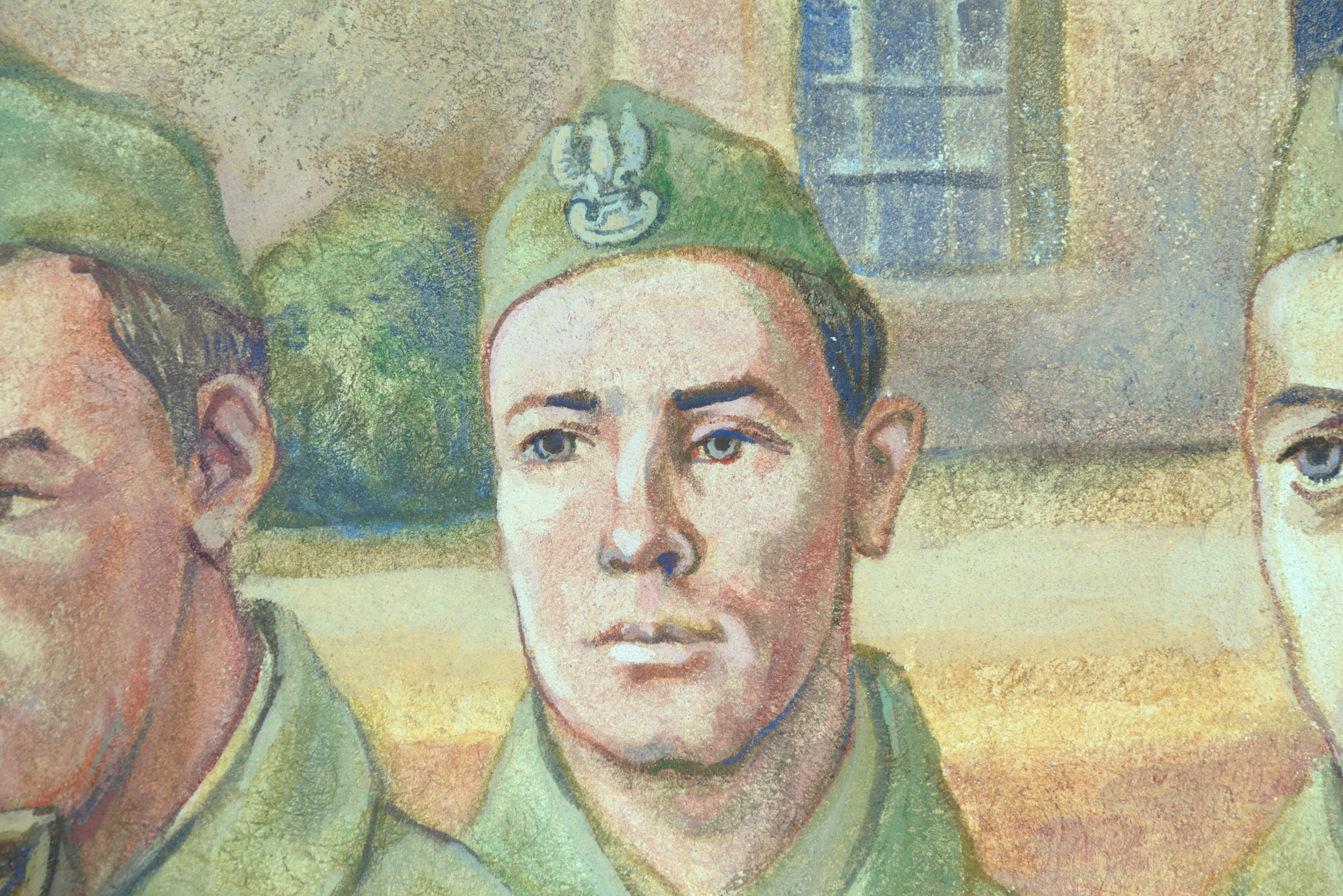
Ksawery Pruszyński, fragment fresku Żołnierze polscy w Comblessac 1939-1940 w kościele św. Eligiusza w Comblessac, Piotr Paweł Drozdowicz

Franciszek Ksawery Pruszyński (ur. 4 grudnia 1907 w Wolicy Kierekieszynej, zm. 13 czerwca 1950 w Rhynern) – polski prawnik, reporter, publicysta, literat, dyplomata, przedstawiciel literatury faktu; brat Mieczysława.

## Życiorys
Syn Edwarda oraz Anny z Chodkiewiczów, autorki tomu wspomnień, opisującego także jego dzieciństwo, urodzony w rodzinnym majątku Wolicy Kierekieszynej, którą to wieś zakupił od rodziny Czackich dziadek Ksawerego – Mieczysław Pruszyński. Pruszyńscy majątek ten wraz z innymi gniazdami rodowymi ówczesnego powiatu starokonstantynowskiego (Wolica Kierekieszyna, Rześniówka, Semerynki, Bergiele, Werborodyńce, Brażyńce) utracili na mocy postanowień terytorialnych traktatu ryskiego, pozostawiających je na wschód od wytyczonej wówczas granicy Polski z Ukrainą sowiecką.
Absolwent gimnazjum jezuitów w Chyrowie (1927), gdzie uzyskał maturę. Studiował prawo na Uniwersytecie Jagiellońskim na którym w 1931 uzyskał absolutorium. Tutaj także objął prezesurę (1927–1931) „Akademickiego Koła Kresowego”. Wstąpił do konserwatywnej organizacji Myśl Mocarstwowa; jej członkiem pozostał do 1933. Był prezesem koła krakowskiego Myśli Mocarstwowej. Drukował pierwsze artykuły w związanych z tą organizacją pismach: „Dniu Akademickim” oraz "Civitas Academica". Za przedmiot studiów wybrał niemieckie prawo średniowiecza, wykładane przez prof. Stanisława Estreichera. W 1929 został zastępcą asystenta u Estreichera. Ożenił się z Marią Meysztowicz. Podjął pracę w redakcji krakowskiego „Czasu” najpierw jako korektor, następnie autor przeglądów prasy zagranicznej, zaś od 1930 – autor reportaży (pierwszy – cykl reportaży z Węgier). W 1932 opublikował debiutancką książkę Sarajewo 1914, Szanghaj 1932, Gdańsk 193?, w której postawił tezę, że być może o Gdańsk wybuchnie nowa wojna europejska. W latach 30. publikował w piśmie „Bunt Młodych”, redagowanym przez Jerzego Giedroycia i był członkiem środowiska młodych konserwatystów – piłsudczyków związanych z tym pismem (Adolf Maria Bocheński, Aleksander Bocheński, Piotr Dunin Borkowski i inni).
Korespondent z terenu wojny domowej w Hiszpanii 1936. W swoich reportażach drukowanych w Wiadomościach Literackich a potem w książce „W czerwonej Hiszpanii” opisywał wojnę od strony wojsk republikańskich.
Pod koniec 1939 rozpoczął naukę w szkole podchorążych w Obozie w Coëtquidan. Jako członek 11 kompanii podoficerów stacjonował w pobliskiej miejscowości Comblessac, co opisał w opowiadaniu "Madonna Mikulińska". W 1940, w szeregach Samodzielnej Brygady Strzelców Podhalańskich walczył w bitwie o Narwik. Został odznaczony Krzyżem Walecznych po raz pierwszy. W 1944 został przeniesiony do 1 Dywizji Pancernej i przydzielony do plutonu oświatowego. Dzięki pomocy ppor. Jana Tarnowskiego, oficera ordynansowego dowódcy dywizji, został przydzielony do 10 Pułku Strzelców Konnych. 15 sierpnia 1944 w bitwie pod Falaise, jako przedni strzelec czołgu Cromwell został ciężko ranny. Do kwietnia 1945 przebywał na leczeniu w Wielkiej Brytanii, a później wrócił do dywizji. Został odznaczony Krzyżem Walecznych po raz drugi.
W okresie od 1941 (po zawarciu Układu Sikorski-Majski) do 1942 (ewakuacja wojsk generała Andersa) attaché prasowy ambasady RP w Moskwie a później (po ewakuacji korpusu dyplomatycznego) w Kujbyszewie (ZSRR). Przez cały okres wojny publikował wiele tekstów w prasie polskiej. Jako jeden z pierwszych pisał o tym, że to ZSRR wygra tę wojnę i że trzeba ten fakt wziąć pod uwagę, być może godząc się z utratą terenów wschodnich. Takie realistyczne poglądy powodowały, że był podejrzewany o komunizm, chociaż jego teksty z całą pewnością nie były prokomunistyczne. Swój pogląd na przyszłe relacje z ZSRR wyraził pośrednio, ale bardzo obrazowo, pisząc w 1944 roku książkę historyczną (wydaną w 1946), ukazującą postać i działania Aleksandra Wielopolskiego, który rozczarowany postawą Zachodu, po klęsce powstania listopadowego zdecydował, że jedyną realną działalnością jest współpraca z Rosją na rzecz dobra Polski. A uczynił to Wielopolski wbrew opiniom i uczuciom większości ówczesnych Polaków – nastawionych antyrosyjsko. Treść książki może być uznana za zapowiedź przyszłej działalności Pruszyńskiego.
Po wojnie wrócił do Polski. W latach 1948–1950 minister pełnomocny i poseł nadzwyczajny Polski Ludowej w Holandii (Haga). W tym czasie był związany z polską poetką Julią Hartwig. Odbywając podróż służbową z Hagi do Warszawy 13 czerwca 1950 poniósł śmierć w wypadku drogowym po zderzeniu samochodu z ciężarówką w Rhynern (część miasta Hamm w Niemczech Zachodnich). Okoliczności wypadku uchodzą za niewyjaśnione do końca. Został pochowany na cmentarzu Rakowickim w Krakowie (kwatera FC, rząd wschodni).

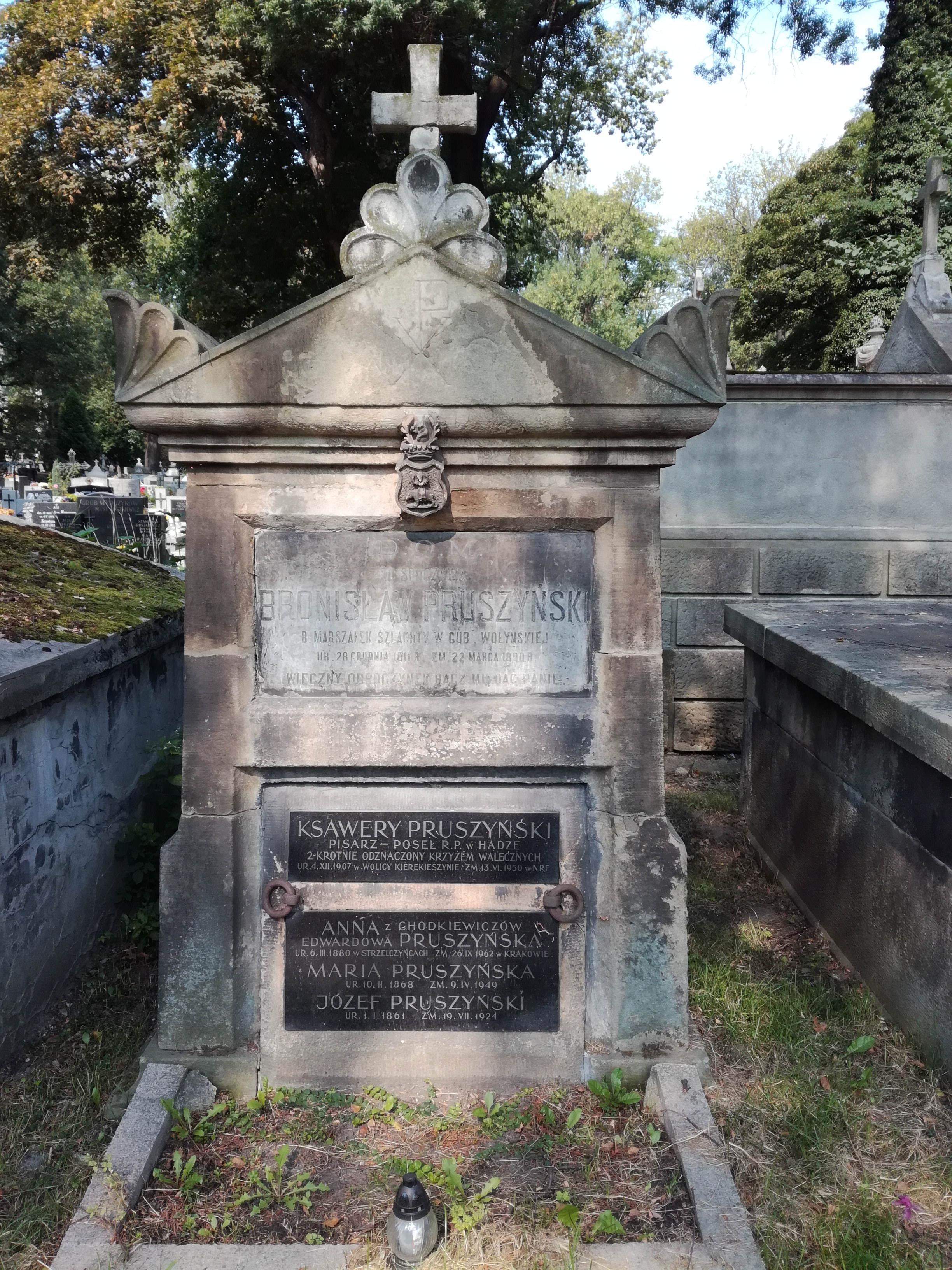
Grób Ksawerego Pruszyńskiego na cmentarzu Rakowickim

Postanowieniem z 18 czerwca 1950 na wniosek Ministra Spraw Zagranicznych został odznaczony przez Prezydenta RP Bolesława Bieruta Krzyżem Komandorskim z Gwiazdą Orderu Odrodzenia Polski za wybitne zasługi położone w pracy publicystyczno-literackiej oraz w służbie dyplomatycznej.
Był jednym z najbardziej aktywnych i operatywnych reporterów polskich gazet. Zjawiał się w miejscach zapalnych – objętych wojną i okupacją, wszędzie, gdzie działo się coś ważnego. Ryszard Kapuściński stwierdził, że Pruszyński sprawił, że reportaż stał się nie tylko produktem oka, ale również i umysłu.
Miał troje dzieci: Aleksandra, Marię i Stanisława (Stasha). Aleksander Pruszyński (1934–2022), obywatel Polski i Kanady ożeniony z Białorusinką, niedoszły kandydat na prezydenta Białorusi, mieszkał w Mińsku. Maria Pruszyńska-Boni mieszka w Toronto. Stanisław (Stash) Pruszyński (ur. 1935 w Warszawie), pracował jako dziennikarz i reporter, m.in. w „Głosie Ameryki”, „Quebec Chronicle Telegraph”, „The Gazette” i „The Ottawa Journal” (Kanada), współpracował także z Rozgłośnią Polską Radia Wolna Europa.

## Twórczość
- Sarajewo 1914, Szanghaj 1932, Gdańsk 193? (1932; Czytelnik 2004)
- Palestyna po raz trzeci (1933)
- Podróż po Polsce (1937; Czytelnik 2000)
- W czerwonej Hiszpanii (1937; Czytelnik 1997)
- Droga wiodła przez Narvik (Londyn 1941; wydanie krajowe 1945; PIW 1984; 1986; Wydawnictwo Siedmiogród 1996)
- Księga ponurych niedopowiedzeń (1941)
- 1000 mil od prawdy (1941)
- Margrabia Wielopolski (Londyn 1944, wydanie krajowe 1946)
- Russian Year (Londyn 1944; tłumaczenie z angielskiego: J. Roszko i M. Wójtowicz – Noc na Kremlu, Warszawa 1989)
- Trzynaście opowieści (Czytelnik 1946; PIW 1957)
- Karabela z Meschedu (Czytelnik 1948; PIW 1957)
- Opowieść o Mickiewiczu (PIW 1956)
- Czarna Brygada. Wspomnienia normandzkie (Sponsor, 1994),

## Antologie i inne zbiory
- Opowieści (PIW 1955)
- Wybór pism publicystycznych (tom 1–2, 1966, wydanie rozszerzone Podróże po Polsce. Podróże po Europie i Nasi nad Tamizą, 1969)
- Trębacz z Samarkandy i inne opowiadania (MAW, Warszawa 1983)
- Opowieści – wybór z tomu Trzynaście opowieści i Karabela z Meschedu (PIW, Warszawa 1974; 1987)
- Publicystyka. Tom 1. 1931–1939. Niezadowoleni i entuzjaści (PIW 1990)
- Publicystyka. Tom 2. 1940-1948. Powrót do Soplicowa (PIW 1990)
- Różaniec z granatów i inne opowieści (KAW, 1999)
- Wspomnienia, reportaże, artykuły, I (Wydawnictwo Książkowe Twój Styl, Warszawa 2000, ISBN 83-7163-191-X)
- Opowieści, II (Wydawnictwo Książkowe Twój Styl, Warszawa 2000, ISBN 83-7163-192-8)
- Artykuły i opowieści, III (Wydawnictwo Książkowe Twój Styl, Warszawa 2001, ISBN 83-7163-328-9)
- Narrator rzeczywistości. Autoportret odczytany (Ośrodek KARTA, Warszawa 2023, ISBN 978-83-66707-99-3)

## Ekranizacje
- Daleka jest droga, reż. Bohdan Poręba, 1963 – na kanwie utworów Pomiędzy wilki, W Grywałdowej, Ziętarowe skarby
- Różaniec z granatów, reż. Jan Rutkiewicz, 1970 – na kanwie utworu Różaniec z granatów
- Gwiazda wytrwałości, reż. Paweł Komorowski, 1971 – na kanwie utworu Gwiazda wytrwałości
- Pomiędzy wilki, reż. Juliusz Janicki, 1988 – na kanwie utworu Pomiędzy wilki
- Wiatraki z Ranley, reż. Juliusz Janicki, 1989 – na kanwie utworu Wiatraki z Ranley